# Jean-Yves Le Drian
Jean-Yves Le Drian (ur. 30 czerwca 1947 w Lorient) – francuski polityk, prezydent regionu Bretania, od 2012 do 2017 minister obrony, od 2017 do 2022 minister spraw zagranicznych.

## Życiorys
Z wykształcenia historyk. Pracował na Université Rennes-II jako asystent.
Zaangażował się w działalność polityczną w ramach Partii Socjalistycznej. W 1977 został zastępcą mera Lorient. W latach 1983–1998 był burmistrzem tego miasta, następnie do 2004 zasiadał w radzie miejskiej. Od 1978 do 1991 sprawował mandat posła do Zgromadzenia Narodowego z departamentu Morbihan. Od maja 1991 do kwietnia 1992 pełnił funkcję sekretarza stanu ds. morskich.
W latach 1997–2007 przez dwie kadencje ponownie zasiadał w niższej izbie francuskiego parlamentu. Od 1998 do 2002 był jednocześnie radnym Bretanii. 28 marca 2004 został przewodniczącym rady regionalnej (prezydentem regionu), zajmując to stanowisko do 29 czerwca 2012. W wyborach parlamentarnych w 2007 nie ubiegał się o poselską reelekcję. 16 maja 2012 objął urząd ministra obrony w rządzie, którego premierem został Jean-Marc Ayrault. Utrzymał to stanowisko także w drugim rządzie tego samego premiera (od 21 czerwca 2012). 2 kwietnia 2014 ponownie powierzono mu pełnienie tej funkcji w rządzie Manuela Vallsa. Pozostał na niej również w utworzonym w sierpniu 2014 drugim gabinecie dotychczasowego premiera.
W grudniu 2015 jako kandydat lewicy kolejny raz został wybrany na urząd przewodniczącego rady regionalnej Bretanii (z kadencją od 1 stycznia 2016). W grudniu 2016 ponownie powołano go na ministra obrony w rządzie Bernarda Cazeneuve’a.
Przed wyborami prezydenckimi w 2017 wbrew stanowisku swojej partii poparł Emmanuela Macrona. W maju 2017, po jego zwycięstwie, objął urząd ministra do spraw Europy oraz spraw zagranicznych w nowo powołanym gabinecie Édouarda Philippe’a. Pozostał na tej funkcji również w utworzonym w czerwcu 2017 drugim rządzie tegoż premiera. W tym samym miesiącu na urzędzie przewodniczącego rady regionalnej Bretanii zastąpił go Loïg Chesnais-Girard; Jean-Yves Le Drian pozostał członkiem rady regionalnej. W 2020 współtworzył nowe ugrupowanie pod nazwą Territoires de progrès, skupiające wspierających prezydenta działaczy lewicy.
W lipcu 2020 utrzymał dotychczasową funkcję ministerialną w powstałym wówczas gabinecie Jeana Castex. Zakończył urzędowanie w maju 2022. W 2023 został mianowany osobistym wysłannikiem prezydenta Francji do spraw Libanu.
Od 1982 jest masonem, członkiem loży Wielki Wschód Francji.

## Odznaczenia
W 2014 odznaczony Krzyżem Komandorskim z Gwiazdą Orderu Zasługi Rzeczypospolitej Polskiej.